# Spaltung der Communist Party of India

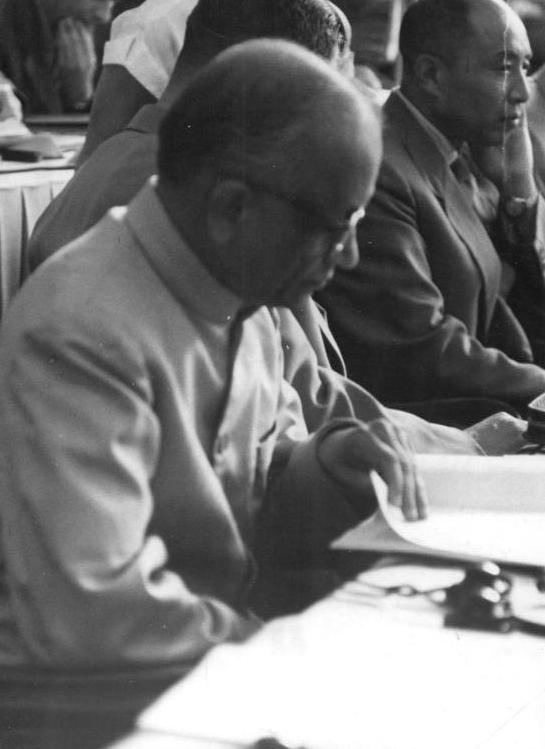
S. A. Dange auf dem 5. Parteitag der Sozialistischen Einheitspartei Deutschlands, Juli 1958

Die Spaltung der Communist Party of India (CPI) im Jahr 1964 war das Ergebnis jahrzehntelanger innerparteilicher Spannungen und Fraktionskämpfe. Nach der Unabhängigkeit Indiens im Jahr 1947 entstanden Meinungsverschiedenheiten über die strategische Ausrichtung der Partei in der neuen politischen Landschaft. Eine Fraktion innerhalb der CPI befürwortete eine Zusammenarbeit mit dem dominierenden Indischen Nationalkongress, insbesondere angesichts der sich verbessernden Beziehungen zwischen der Regierung von Premierminister Jawaharlal Nehru und der Sowjetunion.
Diese Linie wurde maßgeblich von Shripad Amrit Dange vertreten, dessen Führungsrolle jedoch innerhalb der Partei zunehmend umstritten war. Der chinesisch-indische Krieg von 1962 verschärfte die Spannungen. Während des Konflikts wurden Kritiker Danges innerhalb der Partei inhaftiert. Nach ihrer Freilassung setzten sie ihre Opposition gegen seine Führung fort, was schließlich zur Spaltung der Partei führte.
Im Jahr 1964 formierte die linke Fraktion eine neue Organisation, die Communist Party of India (Marxist). Die Teilung hatte weitreichende Folgen, insbesondere auf regionaler Ebene, und beeinflusste auch andere Organisationen wie die Gewerkschaften und Bauernbewegungen.
Die Ereignisse rund um die Spaltung der CPI sind Gegenstand zahlreicher wissenschaftlicher Untersuchungen, die sich mit den zugrunde liegenden nationalen und internationalen Faktoren auseinandersetzen.

## Übersicht

### Forschung zur Spaltung der Kommunistischen Partei Indiens (1964)
Die Spaltung der Kommunistischen Partei Indiens im Jahr 1964 ist Gegenstand zahlreicher wissenschaftlicher und journalistischer Untersuchungen. Zu den Forschern, die sich intensiv mit diesem Thema auseinandergesetzt haben, zählen unter anderem Overstreet und Windmiller sowie Gelman, der in Indian Communism in Turmoil (1963) die Konflikte innerhalb der Partei analysierte. Wood beleuchtete in Observations on the Indian Communist Party Split (1965) die Hintergründe und Folgen der Spaltung, während Devlin in Boring from Within (1964) auf interne Dynamiken einging.
Ray untersuchte in Peking and the Indian CP (1966) die Rolle Chinas in der Krise, während Feuer in Marxisms—How Many? (1966) verschiedene marxistische Strömungen beleuchtete. Fic widmete sich in Kerala: Yenan of India (1969) der Rolle der CPI in Kerala, und Ram untersuchte in Indian Communism: Split Within a Split (1969) die Fragmentierung der kommunistischen Bewegung. Weitere bedeutende Beiträge stammen von Franda (Radical Politics in West Bengal, 1971), Sen Gupta (Communism in Indian Politics, 1972), Kaviraj Sudipta (1979), Thomas Nossiter (1982; 1988) und Singh (1994).
Diese Studien haben zur Analyse der ideologischen, politischen und organisatorischen Faktoren der Spaltung beigetragen und werfen ein Licht auf die Auswirkungen auf die kommunistische Bewegung in Indien.
Eine weit verbreitete Sichtweise ist, dass die Spaltung der Kommunistischen Partei Indiens (CPI) eine direkte Folge des chinesisch-sowjetischen Zerwürfnis war. Nach der Spaltung vertrat ein Teil der CPI die Auffassung, dass internationale Faktoren, insbesondere die Rolle der Kommunistischen Partei Chinas (KPCh), maßgeblich für die Trennung verantwortlich waren. Einige Wissenschaftler haben versucht, die Spaltung als Ausdruck der Konflikte innerhalb der weltweiten kommunistischen Bewegung darzustellen, während andere stärker auf indigene Ursachen verwiesen haben.
Rao (1983) kritisiert die vereinfachte Darstellung, dass die CPI die Sowjetunion unterstützte, während die CPI(M) auf Seiten Chinas stand. Diese Interpretation, so Rao, werde der Komplexität der Ereignisse nicht gerecht. Mitra et al. (2004) unterstreichen, dass die Spaltung durch ein Zusammenspiel lokaler, nationaler und internationaler Faktoren bedingt war, die untrennbar miteinander verwoben waren.
Per Nossiter (1982) hatte die sino-sowjetische Spaltung Auswirkungen auf die CPI, jedoch war die „fundamentale Kluft“ innerhalb der Partei bereits vor dem Bruch zwischen Moskau und Peking vorhanden. Laut Nossiter waren die beiden zentralen Diskussionsthemen innerhalb der CPI in den 1950er Jahren zum einen die Beziehungen zur nationalen Bourgeoisie, zu Nehru und dem Indischen Nationalkongress, und zum anderen die Möglichkeiten, innerhalb der Grenzen der indischen Verfassung zu arbeiten. Diese Differenzen wurden durch die engen Verbindungen zur Kommunistischen Partei der Sowjetunion (KPdSU) und die Veränderungen in deren Politik (verbesserte sowjetisch-nehruistische Beziehungen und friedlicher Übergang zum Sozialismus) weiter verstärkt. Darüber hinaus stellt Nossiter fest, dass die Grenzfrage zwischen China und Indien zur Verflechtung der bereits bestehenden internen Spaltungen in der CPI und der sino-sowjetischen Spaltung führte.
Per Adamson (1966) stellte die Spaltung von 1964 lediglich eine Formalisierung der tiefgreifenden und langanhaltenden Konflikte innerhalb der Kommunistischen Partei Indiens dar. Wood (1965) führt aus, dass die Spaltung der CPI in vielerlei Hinsicht untypisch für die weltweite kommunistische Bewegung war und nicht nur auf eine Konfrontation zwischen pro-sowjetischen und pro-chinesischen Fraktionen reduziert werden sollte. Laut Wood resultierten die Spaltungen in den meisten anderen kommunistischen Parteien aus dem Internationalen Treffen der Kommunistischen und Arbeiterparteien 1960, während die Geschichte der CPI-Spaltung tiefgreifender war und bis zur Gründung der Partei zurückreicht.
Per Gunther (2001) waren internationale Themen wie die chinesisch-sowjetische Spaltung, die sowjetische Politik der friedlichen Koexistenz mit der westlichen Welt, verbesserte sowjetische Beziehungen zur Nehru-Regierung und der chinesisch-indische Krieg von 1962 Faktoren der Spaltung. Der wichtigste Faktor war jedoch die innenpolitische Situation, d. h. die Haltung der CPI zum Indischen Nationalkongress.
Laut Sharma (1978) fand die Spaltung vor dem Hintergrund der chinesisch-sowjetischen Spaltung, des Kriegs von 1962 und der unterschiedlichen Einschätzungen der wirtschaftlichen und politischen Lage Indiens statt. Dadurch war die Partei nicht in der Lage, eine strategisch-taktische Revolutionslinie zu formulieren, die sowohl für die linken als auch die rechten Fraktionen akzeptabel war, insbesondere hinsichtlich des Verhältnisses zum Indischen Nationalkongress und zu rechtsgerichteten Oppositionsparteien wie der Swatantra Party und der Jan Sangh. Sharma zufolge haben die meisten Studien zur Spaltung eine Kombination aus diesen drei Faktoren als Ursache benannt, wenn auch in unterschiedlichem Maße. Während Sharma anerkennt, dass diese drei Faktoren die Spaltung „beschleunigt“ haben, weist er auf andere oft übersehene Faktoren hin, nämlich die ausgeprägten regionalen Unterschiede, in denen die CPI tätig war, Führungsrivalitäten und personenbezogene Fraktionsbildung. Sharma argumentiert, dass die Rolle von Dange in der Partei bereits in den 1940er Jahren ein Streitpunkt war und dass die Spannungen zwischen seinen Unterstützern und Gegnern zunahmen, als er in den folgenden Jahren in der Parteihierarchie aufstieg. Insbesondere während der Spaltung im April 1964 wurden ideologische und strategische Themen in den Hintergrund gedrängt, und Persönlichkeits- und Machtkämpfe traten in den Vordergrund. Mohanty (1977) weist ebenfalls darauf hin, dass persönliche und fraktionelle Rivalitäten Faktoren im Vorfeld der Spaltung waren.